# 阿馬里什
41°37′N 8°20′W / 41.617°N 8.333°W
阿馬里什（葡萄牙語：Amares），是葡萄牙的城鎮，位於該國北部，由布拉加區負責管轄，始建於1514年，面積81.95平方公里，海拔高度90米，2011年人口18,889，人口密度每平方公里230.49人。